# Az AnadoluJet úti céljai

Az AnadoluJet logója

2022 márciusában az AnadoluJet számos belföldi és nemzetközi célállomásra indított járatokat Európában és Ázsiában.

## Fordítás
- Ez a szócikk részben vagy egészben  a   List of AnadoluJet destinations című angol Wikipédia-szócikk ezen változatának fordításán alapul.  Az eredeti cikk szerkesztőit annak laptörténete sorolja fel. Ez a jelzés csupán a megfogalmazás eredetét és a szerzői jogokat jelzi, nem szolgál a cikkben szereplő információk forrásmegjelöléseként.